# Zoltán Kontár
Zoltán Kontár (* 7. listopadu 1993) je slovenský fotbalový obránce, od srpna 2016 hráč klubu DAC Dunajská Streda.

## Klubová kariéra
Svoji fotbalovou kariéru začal v klubu DSC Orechová Potôň, odkud v průběhu mládeže zamířil do FC Petržalka 1898.

### FC Petržalka 1898 / FC Petržalka Akadémia
V průběhu jarní části ročníku 2011/12 se propracoval do prvního mužstva klubu FC Petržalka 1898, který tehdy hrál 2. nejvyšší fotbalovou ligu (od roku 2014 FC Petržalka Akadémia). Za tým nastoupil celkem k 5 zápasům, ve kterých se gólově neprosadil. Od sezony 2014/15 působil na hostování v jiných klubech.

### FC ŠTK 1914 Šamorín (hostování)
V létě 2014 odešel hostovat do mužstva FC ŠTK 1914 Šamorín. V týmu strávil půl roku. Během této doby nastoupil k 15 druholigovým střenutím, ve kterých vsítil 2 góly.

### FC Ružinov Bratislava (hostování)
Před jarní částí ročníku 2014/15 zamířil na hostování do klubu FC Ružinov Bratislava. Za mužstvo odehrál dohromady 11 utkání, ve kterých 3x rozvlnil síť.

### FK Senica (hostování)
V červenci 2015 odešel na rok hostovat do týmu FK Senica. Ve slovenské nejvyšší soutěži debutoval pod trenérem Eduardem Pagáčem v ligovém utkání 1. kola 18. července 2015 proti FC DAC 1904 Dunajská Streda (prohra Senice 0:2), odehrál celý zápas.

### DAC Dunajská Streda
Koncem srpna 2016 přestoupil do klubu DAC Dunajská Streda.